# Prohibicija
Prohibícija je zakonska ureditev, ki prepoveduje trgovanje in javno uporabo alkoholnih pijač. V nekaterih državah je to povezano z verovanjem (islam prepoveduje pitje alkohola), ponekod pa so popolno ali delno prohibicijo uvedli zaradi družbene škodljivosti alkoholizma.
V zgodnjem 20. stoletju je bila prepovedano trgovanje in točenje alkoholnih pijač v številnih državah Severne Amerike in Severne Evrope, kjer prevladuje protestantizem. 
Prohibicijski zakoni so veljali v naslednjih obdobjih:
- od 1920 do 1933 v ZDA,
- od 1914 do 1925 v Rusiji in Sovjetski zvezi,
- od 1915 do 1922 na Islandiji (pivo do leta 1989),
- od 1916 do 1927 na Norveškem,
- od 1919 do 1932 na Finskem,
- od 1901 do 1948 v Kanadi na Otoku princa Edvarda in krajši čas ponekod drugod.

Prohibicijske zakone so večinoma opustili zaradi premajhnega učinka na porabo alkohola in neželenih stranskih pojavov: nezakonita proizvodnja in prodaja alkoholnih pijač. V ZDA je obdobje prohibicije bilo tudi obdobje razcveta kriminalnih združb, zlasti ameriške mafije. 
Omejitve v prometu in uporabi alkohola so ponekod delne. V nekaterih državah ZDA je prepovedano imeti v avtomobilu odprto steklenico alkoholne pijače. V Rusiji je prepovedano pitje alkohola na nekaterih javnih prostorih. 
Še več je primerov prepovedi prodaje alkoholnih pijač ob določenem času ali omejitve glede pijač, ki jih smejo točiti gostinski lokali. V Republiki Sloveniji je v veljavi Zakon o omejevanju porabe alkohola /ZOPA/ Arhivirano 2007-02-02 na Wayback Machine.
(Ur.l. RS, št. 15/2003).